# 不死三振

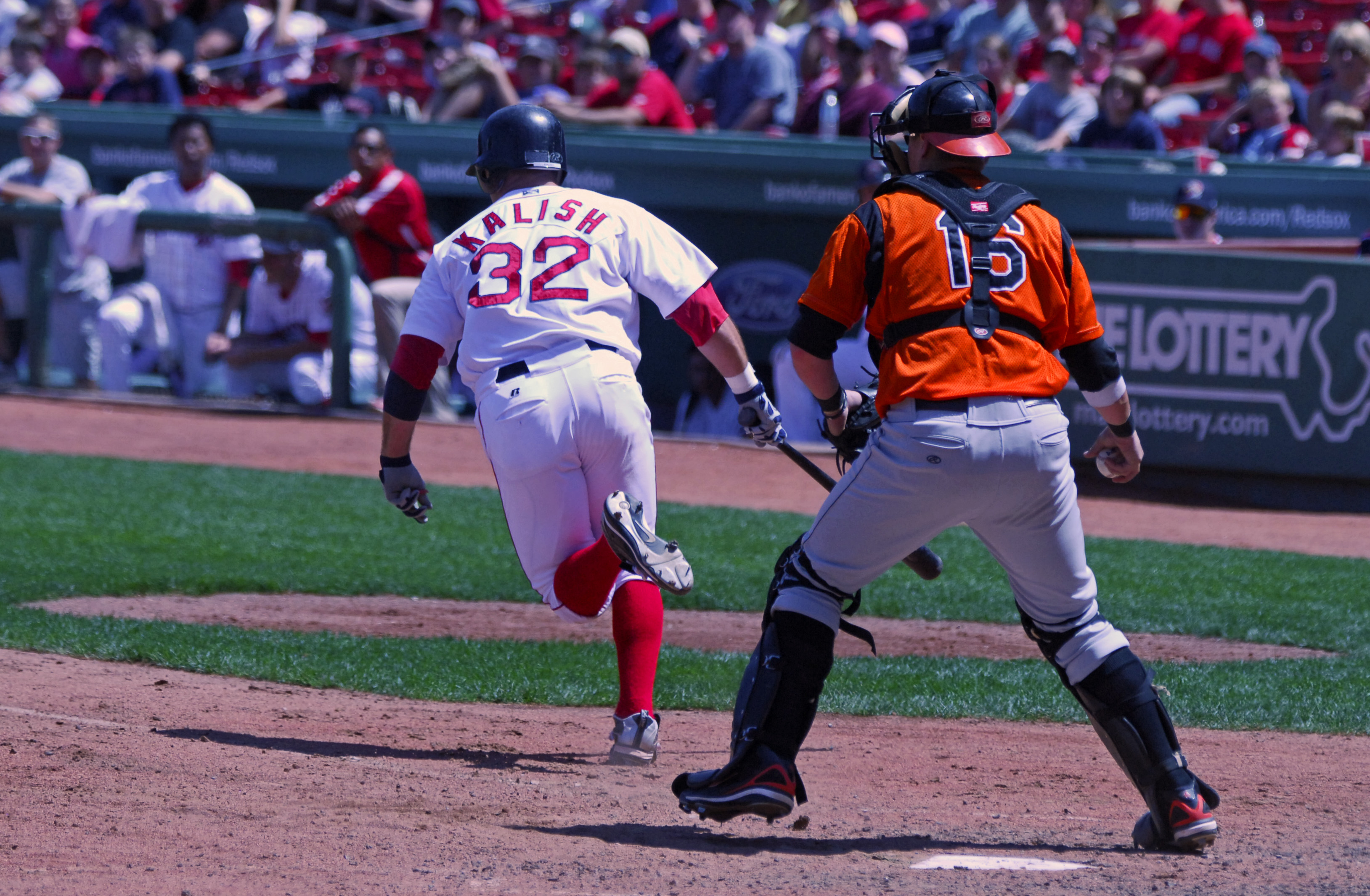
在2009年的美國職棒小聯盟一場比賽中，打者里安·卡利什（Ryan Kalish）試圖在不死三振後前進到一壘，捕手準備將球投擲給一壘手以將打者出局

不死三振（英語：Uncaught third strike，或）是棒球的術語，比賽紀錄上是記作「暴投和野手失誤」或「捕逸和野手失誤」。指投手投出第三個好球數後，若捕手未能接捕投手投出的球，則打者可試圖往一壘跑，若能在捕手傳球至一壘前安全上壘，則雖然紀錄上仍計一次三振，但打者上壘且不增加出局數，這種情形稱作不死三振。不管跑者最終上壘或出局，仍是一個活球。就算投手投得太低，而捕手接到，還是有機會形成不死三振。
根據棒球規則，投打對決時，投手投出的第三個好球沒被擊出、必須直接被捕手接捕，才算「確實」被接捕；如果這球在投手投出後，有曾接觸過任何物體後才進捕手手套，就不算被確實接捕。因此如果有發生球曾落地，捕手或野手必須對打者執行觸殺或封殺、才算這位打者出局。
為了避免在一壘有人時，捕手故意漏接，造成打者和一壘跑者「必須」向前進壘，使進攻方容易被雙殺，因此在棒球規則上，只有在「一壘壘包是空的」或「二出局」（不論一壘有無跑者）的前提時，不死三振才能成立。在二出局滿壘時如果捕手未確實接捕第3顆好球，則捕手撿到球後踩本壘板即可使三振成立，無須傳一壘。
有些捕手誤解這規則，會在不死三振出現時、爭辯打者有無揮棒。其實這只和球是否直接進捕手手套有關。有時捕手一時忽略了這規則、而打者有注意到捕手忽略了此規則，就可能趁機進到一壘。在有此規則後、曾發生因不死三振而逆轉戰局的情形。
2015年7月22日，日本第97屆全國高等學校棒球錦標賽青森縣地區決賽，三澤商業在二出局一、三壘有跑者時靠再見不死三振以1:2X擊敗八戶學院光星，取得睽違29年的夏季甲子園參賽資格。
2021年4月9日，中華職棒統一7-ELEVEn獅對中信兄弟的比賽中，6局下統一捕手陳重羽未確實接捕掉進好球帶的第3顆好球，匆忙之下試圖觸殺打者岳政華未果，傳一壘時先是球沒拿穩又發生暴傳，使得二壘跑者周思齊跑回本壘追平比數。是罕見的因為不死三振加上失誤而使跑者推進2個壘包的情境。

## 外部連結
- 不死三振在台灣棒球維基館上的頁面（繁體中文）